# Cherry Pink (and Apple Blossom White)
"Cherry Pink và Apple Blossom White" hoặc "Cerezo Rosa" hoặc "Ciliegi Rosa" hoặc "Gummy Mambo", là phiên bản tiếng Anh của "Cerisiers roses et pommiers blancs", một bài hát nổi tiếng với nhạc của Louiguy viết năm 1950. Lời bài hát tiếng Pháp cho bài hát của Jacques Larue và lời bài hát tiếng Anh của Mack David đều tồn tại, và bản thu âm của cả hai đã khá phổ biến. Tuy nhiên, bản thu âm bài hát của Pérez Prado với tư cách là một bản nhạc không lời với dàn nhạc của anh ấy với nghệ sĩ kèn Billy Regis, có âm thanh kèn hạ xuống và lên trước khi giai điệu tiếp tục, là phiên bản phổ biến nhất vào năm 1955, đạt vị trí số một cho 10 tuần trên bảng xếp hạng Billboard. Bản thu âm này đã trở thành một đĩa vàng. Pérez lần đầu tiên ghi lại bài hát này cho bộ phim Underwater! (1955), trong phim có thể thấy Jane Russell nhảy theo bài hát. Billboard xếp hạng phiên bản này là đứng đầu vào năm 1955. Phiên bản có giọng hát phổ biến nhất ở Mỹ là của Alan Dale, đạt vị trí thứ 14 trên bảng xếp hạng năm 1955.
Ở Vương quốc Anh, hai phiên bản của bài hát đã lên vị trí số một vào năm 1955. Đầu tiên là phiên bản của Prado, đạt vị trí số một trong vòng hai tuần. Và chưa đầy một tháng sau, một phiên bản của nghệ sĩ kèn người Anh Eddie Calvert đạt vị trí số một trong bốn tuần.
Al Hirt đã phát hành một phiên bản trong album năm 1969 của mình, They Playing Our Song. 
Năm 1982, nhóm nhạc pop Modern Romance của Anh (hợp tác với John Du Prez) đã có một bản hit Top 20 của Anh với phiên bản vocal của bài hát.
Năm 1961, Harmonicats của Jerry Murad đã phát hành một album có bài hát này.
Lời bài hát bằng tiếng Anh đề cập đến một "mặt trăng mới sáng ở trên đầu." Định nghĩa này thường được đưa ra cho "mặt trăng mới", trong bối cảnh các giai đoạn của mặt trăng, đề cập đến một khoảng thời gian khi mặt trăng không nhìn thấy được bằng mắt thường từ Trái Đất. Một từ nói về một mặt trăng tròn có thể là lựa chọn tốt hơn.
Lời tiếng Việt là "Cánh bướm vườn xuân" do Huyền Vân đặt.